# معادله برن–مایر
معادله برن–مایر(به انگلیسی: Born–Mayer equation) معادله ای است که برای محاسبه انرژی شبکه یک ترکیب یونی بلوری استفاده می‌شود. این معادله اصلاح شده‌ای از معادله برن–لانده است.
{\displaystyle E=-{\frac {N_{A}Mz^{+}z^{-}e^{2}}{4\pi \epsilon _{0}r_{0}}}\left(1-{\frac {\rho }{r_{0}}}\right)}
که در آن: 
- N A = ثابت آووگادرو ؛
- M = ثابت مادلونگ، مربوط به هندسه بلور است.
- z + = تعداد بار کاتیون
- z - = تعداد بار آنیون
- E = بار پایه ، 1.6022 ‎×۱۰−۱۹ C
- ε 0 = ثابت گذردهی خلأ
۴ {\displaystyle \pi } ε 0 = 1.112 ‎×۱۰−۱۰ C 2 / (J · m)
- r 0 = فاصله تا نزدیکترین یون
- ρ = ثابت وابسته به تراکم بلور. ۳۰ پیکومتر برای همه هالیدهای فلزی قلیایی مناسب است.